# Frogs Legnano 2011
Questa voce raccoglie le informazioni riguardanti i Frogs Legnano nelle competizioni ufficiali della stagione 2011.

## Roster
| Roster dei Frogs Legnano (2011) |
| --- |
| Quarterback - 1 Yari Gorla Running Back - 21 M. Serhii - 23 Fabio Iannotta - 40 Matteo Binda - 43 Andrea Posté Wide Receiver - 13 Denis Tascone - 80 Gabriele Gangale - 81 Alessandro Speroni - 83 Virginio Caronni K/P - 85 D. Resta - 87 Andrea Mariani - 93 Lorenzo Carion Tight End - 88 William Teixeira de Trinidade Offensive Linemen - 70 Paolo Gaias - 71 Marco Montani Defensive Linemen - 67 Nicolò Legnani - 68 C. Castellucci - 98 Dellavedova Davide Linebacker - 4 Francesco Iura - 7 Giuseppe Pisoni - 25 Matteo Torretta - 47 Fabio Drigo - 55 Simone Colescia - 56 Simone Iannotta Defensive Back - 17 Matteo Zodio - 20 L. Pucillo - 24 Francesco Indraccolo - 27 Michele Galli - 30 Luca Radaelli - 41 Matteo Rusconi - 49 Luca Gobbi Pansan Special Team {{{st}}} |

## Lega Nazionale American Football 2011

### Regular season
| Arbitro: | Americi |

| |           |                                                    |
| Crevatin Q1 (TD) 27yd pass da Iannello Petian Q1 (TD) 14yd run Lolli Q1 (pat) Morea Q2 (TD) 21yd run Bandini Q2 (tpc) pass da Tancioni Bandini Q3 (TD) 15yd pass da Iannello Lolli Q3 (pat) Crevatin Q4 (TD) 16yd run Bandini Q4 (tpc) pass da Tancioni Dula Q4 (TD) 53yd interception return Bianco Q4 (pat) | Marcatori | Caronni Q2 (TD) 4yd pass da Gorla Caronni Q2 (pat) |

| Bresso 12 marzo 2011, ore 21:00 CEST 2ª giornata | Puma Bresso | 47 – 21 [http://www.fidaf.org/Public/statistiche/B11/B1101036.htm referto]                                               | Frogs Legnano | Stadio Comunale, via G. Deledda |
| \| \| \| \| \| Forlì Q1 (TD) run Piccinni Q1 (TD) run Ripamonti Q1 (pat) Piccinni Q2 (TD) run Ripamonti Q2 (pat) Piccinni Q2 (TD) run Pileci Q3 (TD) 10yd run Ripamonti Q3 (pat) Meazza Q3 (TD) 80yd interception return Piccinni Q3 (tpc) rush Piccinni Q4 (TD) pass da Ripamonti Ripamonti Q4 (pat) \| Marcatori \| Gorla Y. Q1 (TD) run Caronni V. Q1 (pat) Iannotta F. Q2 (TD) pass da Gorla Y. Binda M. Q4 (TD) run Binda M. Q2 (TD) rush \| |             | |               |                                 |
| |             | |               |                                 |
| Forlì Q1 (TD) run Piccinni Q1 (TD) run Ripamonti Q1 (pat) Piccinni Q2 (TD) run Ripamonti Q2 (pat) Piccinni Q2 (TD) run Pileci Q3 (TD) 10yd run Ripamonti Q3 (pat) Meazza Q3 (TD) 80yd interception return Piccinni Q3 (tpc) rush Piccinni Q4 (TD) pass da Ripamonti Ripamonti Q4 (pat) | Marcatori   | Gorla Y. Q1 (TD) run Caronni V. Q1 (pat) Iannotta F. Q2 (TD) pass da Gorla Y. Binda M. Q4 (TD) run Binda M. Q2 (TD) rush |               |                                 |

| San Vittore Olona 1º aprile 2011, ore 14:30 CEST 3ª giornata | Frogs Legnano | 13 – 44 | Daemons Martesana | C.S. Comunale, via Roma 23 (40 spett.) |
| \| \| \| \| \| Gorla Q2 (TD) 1yd run Caronni Q2 (pat) Tascone Q3 (TD) 26yd pass da Gorla \| Marcatori \| Garnica Q1 (TD) 27yd run Di Tunisi Q1 (pat) Garnica Q3 (TD) 15yd pass da Bisiani Di Tunisi Q3 (pat) Raffaele Q3 (TD) 4yd run Garnica Q3 (tpc) rush Gallo Q4 (TD) 11yd run Capettini Q4 (tpc) pass da Garnica Di Tunisi Q4 (TD) 45yd pass da Bisiani Vertua Q4 (tpc) rush Raffaele Q4 (TD) 1yd run \| |               | |                   |                                        |
| |               | |                   |                                        |
| Gorla Q2 (TD) 1yd run Caronni Q2 (pat) Tascone Q3 (TD) 26yd pass da Gorla | Marcatori     | Garnica Q1 (TD) 27yd run Di Tunisi Q1 (pat) Garnica Q3 (TD) 15yd pass da Bisiani Di Tunisi Q3 (pat) Raffaele Q3 (TD) 4yd run Garnica Q3 (tpc) rush Gallo Q4 (TD) 11yd run Capettini Q4 (tpc) pass da Garnica Di Tunisi Q4 (TD) 45yd pass da Bisiani Vertua Q4 (tpc) rush Raffaele Q4 (TD) 1yd run |                   |                                        |

| Arbitro: | Davis |

| |           | |
| Scaramuzza Q1 (TD) 17yd pass da Nerozzi Bovo Q1 (pat) Sabinot Q1 (TD) 1yd run Bovo Q1 (pat) Trevisan Q2 (TD) 9yd pass da Nerozzi Bovo Q2 (pat) Grassi Q2 (TD) 3yd run Bovo Q2 (pat) Sabinot Q4 (TD) 1yd run Bovo Q4 (pat) | Marcatori | Gorla Q2 (TD) 1yd run Caronni Q2 (pat) Binda Q2 (TD) 6yd run Binda Q3 (TD) 6yd run Binda Q4 (TD) 25yd run Caronni Q4 (pat) Binda Q4 (TD) 6yd run Caronni Q4 (pat) |

| Arbitro: | Garlaschi |

| |           | |
| Binda Q2 (TD) 6yd run Caronni Q2 (pat) Binda Q2 (TD) 1yd run Caronni Q2 (pat) Speroni Q3 (TD) 5yd pass da Gorla Binda Q4 (TD) 10yd run Texeira de Trinidade Q4 (TD) 31yd pass da Gorla Caronni Q4 (pat) Binda Q4 (TD) 7yd run | Marcatori | Milani Q1 (TD) 21yd run Buchi Q1 (tpc) rush Verne Q1 (TD) 20yd pass da Buchi Lucignani Q2 (TD) 17yd run Buchi Q2 (tpc) rush Buchi Q3 (TD) 2yd run Mancuso Q3 (tpc) rush Tavecchia Q4 (TD) 11yd run Mancuso Q4 (tpc) rush |

| Arbitro: | Marco Bernardi |

| |           |                                                                 |
| Di Stefano Q1 (TD) 60yd run Burastero Q1 (pat) Di Stefano Q1 (TD) 61yd run Mella Q1 (TD) 8yd run Burastero Q1 (pat) Giorio Q2 (TD) 28yd run Burastero Q2 (pat) Giglio Q2 (TD) 9yd run Burastero Q2 (pat) Giglio Q3 (TD) 30yd run Burastero Q3 (pat) Lemnushi Q3 (TD) 1yd run Burastero Q3 (pat) Di Stefano Q4 (TD) 30yd run | Marcatori | Binda Q3 (TD) 2yd run Posté Q3 (tpc) rush Binda Q4 (TD) 5yd run |

| Arbitro: | Levantino |

| |           |  |
| Speroni Q1 (TD) 9yd pass da Gorla Caronni Q1 (pat) Texeira de Trinidade Q1 (TD) 2yd pass da Gorla Caronni Q1 (pat) Castellucci Q2 (TD) 10yd run Iannotta F. Q3 (TD) 10yd run Caronni Q3 (pat) Posté Q3 (TD) 9yd run Caronni Q3 (pat) Caronni Q4 (FG) 19yd field goal | Marcatori |  |

| Arbitro: | Camossa |

| |           | |
| Caronni Q2 (TD) 31yd pass da Gorla Caronni Q2 (pat) Texeira de Trinidade Q3 (TD) 58yd pass da Gorla Caronni Q3 (pat) | Marcatori | Scaglia Q1 (TD) 18yd run Costanzo Q2 (TD) 9yd pass da Scaglia Scaglia Q2 (tpc) rush Scaglia Q2 (TD) 1yd run Jakaj Q2 (TD) 36yd pass da Scaglia Piccoli Q2 (pat) Dalla Bernar Q4 (TD) 1yd run Piccoli Q4 (pat) Jakaj Q4 (TD) 21yd pass da Scaglia |

## Statistiche di squadra
| Competizione | %Vittorie | In casa | In casa | In casa | In casa | In casa | In casa | In trasferta | In trasferta | In trasferta | In trasferta | In trasferta | In trasferta | Totale | Totale | Totale | Totale | Totale | Totale |
| Competizione | %Vittorie | G       | V       | N       | P       | Pf      | Ps      | G            | V            | N            | P            | Pf           | Ps           | G      | V      | N      | P      | Pf     | Ps     |
| ------------ | --------- | ------- | ------- | ------- | ------- | ------- | ------- | ------------ | ------------ | ------------ | ------------ | ------------ | ------------ | ------ | ------ | ------ | ------ | ------ | ------ |
| Campionato   | .250      | 4       | 2       | 0       | 2       | 103     | 122     | 4            | 0            | 0            | 4            | 75           | 179          | 8      | 2      | 0      | 6      | 178    | 301    |
| Totale       | .250      | 4       | 2       | 0       | 2       | 103     | 122     | 4            | 0            | 0            | 4            | 75           | 179          | 8      | 2      | 0      | 6      | 178    | 301    |